# 스탈린 기념비 (부다페스트)

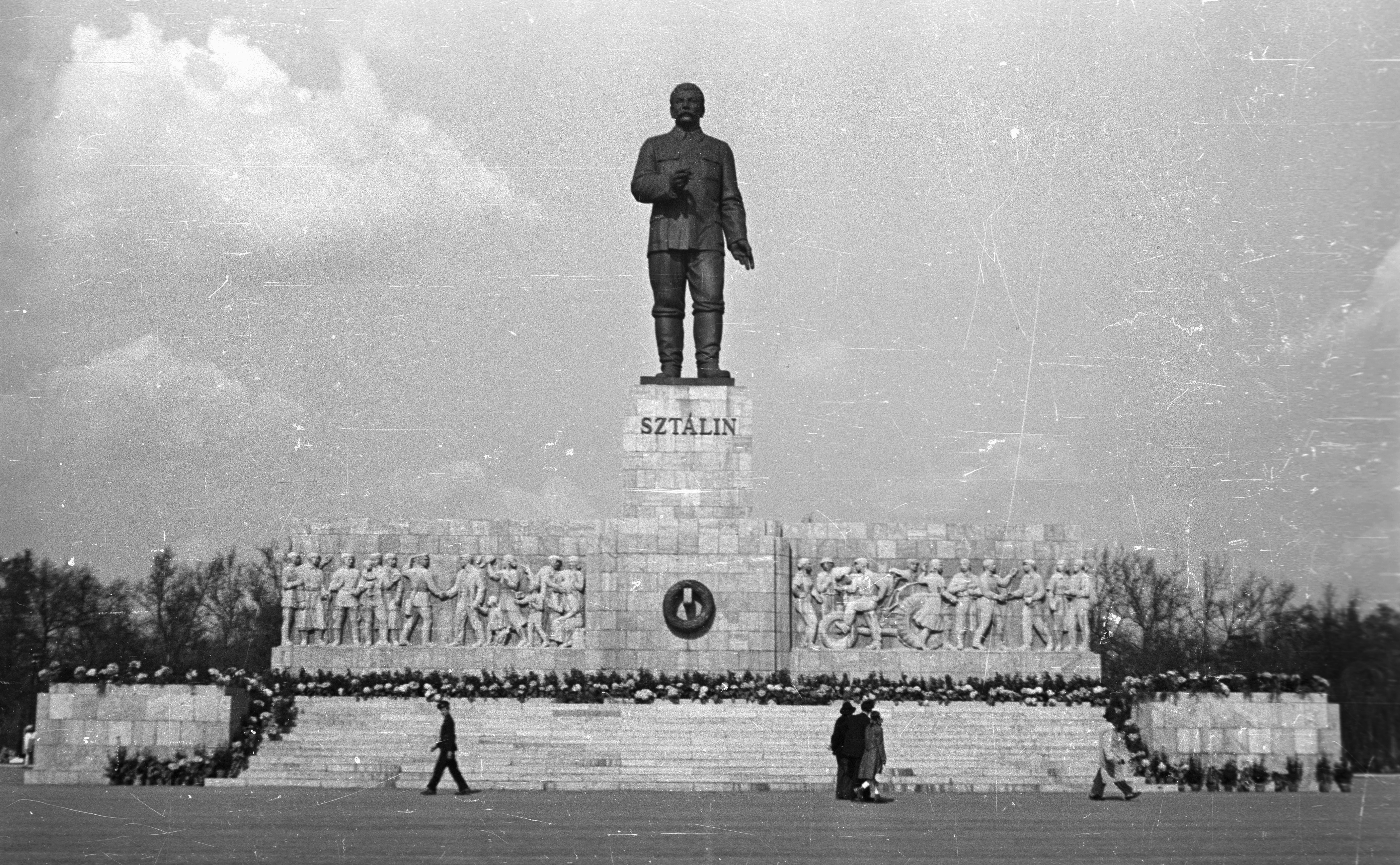
스탈린 기념비

스탈린 기념비(헝가리어: Sztálin szobor)는 헝가리 부다페스트에 있던 이오시프 스탈린을 기리는 조각상이었다. 1951년 12월에 "이오시프 스탈린에게 헝가리 국민이 70번째 생일을 맞아 준 선물"로 완성되었지만, 1956년 헝가리 혁명 동안 반소련 군중에 의해 1956년 10월 23일 철거되었다.